# Mecca-Cola

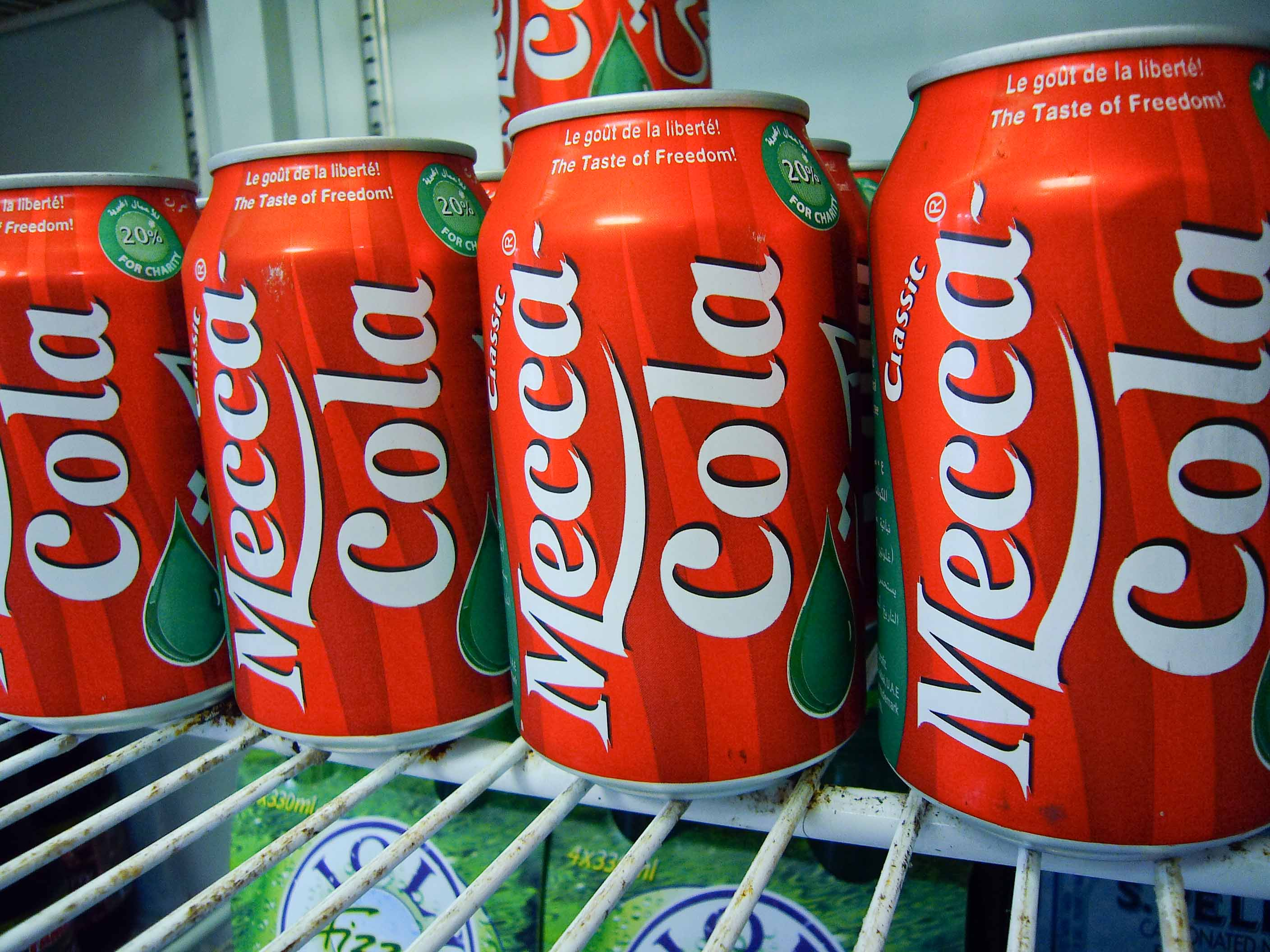
Puszki napoju Mecca-Cola

Mecca-Cola – napój typu cola produkowany przez Mecca Cola World Company, reklamowany jako alternatywa dla amerykańskich marek, takich jak Pepsi i Coca-Cola. Grupą docelową marki jest społeczność muzułmańska na świecie, co znalazło odzwierciedlenie w nazwie napoju, nawiązującej do najświętszego miejsca islamu.
Mecca-Cola trafiła po raz pierwszy na rynek we Francji w listopadzie 2002. Jej pomysłodawcą jest Tawfik Mathlouthi, który wzorował się na irańskim napoju Zam Zam. Mecca-Cola dystrybuowana jest przede wszystkim na rynkach bliskowschodnich oraz w tych rejonach Europy i Indii, w których żyją duże skupiska muzułmanów.
Siedziba Mecca Cola World Company znajduje się obecnie w Dubaju. Producent Mecca-Coli przeznacza 10% zysków ze sprzedaży napoju na działalność humanitarną w Palestynie, zaś kolejne 10% na działalność „związaną z promocją pokoju” w państwach europejskich. Filozofia producenta jest skrajnie antykapitalistyczna i antyizraelska. Deklarowaną misją firmy jest pomoc narodowi palestyńskiemu, „cierpiącemu z powodu apartheidu i syjonistycznego faszyzmu”.
Mecca-Cola była oficjalnym napojem szczytu Organizacji Współpracy Islamskiej w Malezji w październiku 2003.
W chwili obecnej Mecca Cola World Company sprzedaje również kilka napojów o smaku owocowym pod marką Mecca-Coli.